# Pont de l'amitié lao-thaïlandaise
Ne doit pas être confondu avec deuxième pont de l'amitié lao-thaïlandaise ou troisième pont de l'amitié lao-thaïlandaise.
Le pont de l'amitié lao-thaïlandaise (connu familièrement comme (en) Mittaphap Bridge) est un pont transfrontalier sur le Mékong, qui relie la province et la ville de Nong Khai en Thaïlande avec Vientiane au Laos.
Long de 1 170 m, il est à la fois routier et ferroviaire. Bien qu'il comporte deux voies piétonnes de 1,5 m de large, il est interdit aux piétons (une navette de bus fonctionne entre les postes frontaliers laotiens et thaïlandais).

## Histoire
Inauguré le 8 avril 1994, il est le premier pont sur le bas-cours du Mékong et le premier à traverser le fleuve entier. Auparavant la traversée se faisait par bac.
Son coût total a été d'environ 30 millions de dollars, financés par le gouvernement australien au titre de l'aide internationale au Laos.
Il a été construit par des compagnies australiennes désireuses de démontrer leur capacité à réaliser de grands travaux d'infrastructure en Asie du Sud-Est. Ce mélange d'aide au développement et de promotion commerciale a été critiqué par certaines ONG. Le pont, sur l'axe de circulation Kunming-Chiang Mai, a permis de désenclaver le pays, avec des conséquences contrastées. Du côté laotien, il est surnommé « pont du Sida », allusion à l’importance des activités de prostitution sur l’autre rive : c’est l’une des raisons des restrictions mises au passage des Thaïs, qui renvoient aussi, plus largement, aux craintes qu’entretient traditionnellement le « petit » Laos à l'égard des menées étrangères.

## Fonctions

### Pont routier
Il a deux voies routières de 3,5 m de large, le sens de circulation change côté laotien du pont : les véhicules roulent à gauche sur le pont comme en Thaïlande (le Royaume-Uni ayant eu une grande influence sur ce pays), tandis qu'ils roulent à droite au Laos (comme en France, ancienne puissance coloniale). Le changement est contrôlé par des feux de circulation.

### Pont ferroviaire
Pour un article plus général, voir Transport ferroviaire en Thaïlande.
Une ligne de chemin de fer, à voie métrique, débute à la gare de Nong Khai et se prolonge jusqu'à la gare de Tha Nalaeng (en), au Laos. Il s'agit de la première liaison ferroviaire transfrontalière du Laos.
En mars 2004, un accord a été signé entre les gouvernements laotiens et thaïlandais pour prolonger la voie jusqu'à Tha Nalaeng, à environ 3,5 km du pont.
Le 22 février 2006, l'Agence française de développement a annoncé son accord pour le financement du prolongement de la ligne : le gouvernement thaïlandais finance celle-ci jusqu'à Tha Nalaeng, tandis que le gouvernement français financera la seconde phase, qui la conduira jusqu'à Vientiane. Les travaux de la première phase ont débuté en 2007 et se sont achevés au printemps 2009. La ligne a été inaugurée le 5 mars. Il existe des projets pour la prolonger jusqu'en Chine.

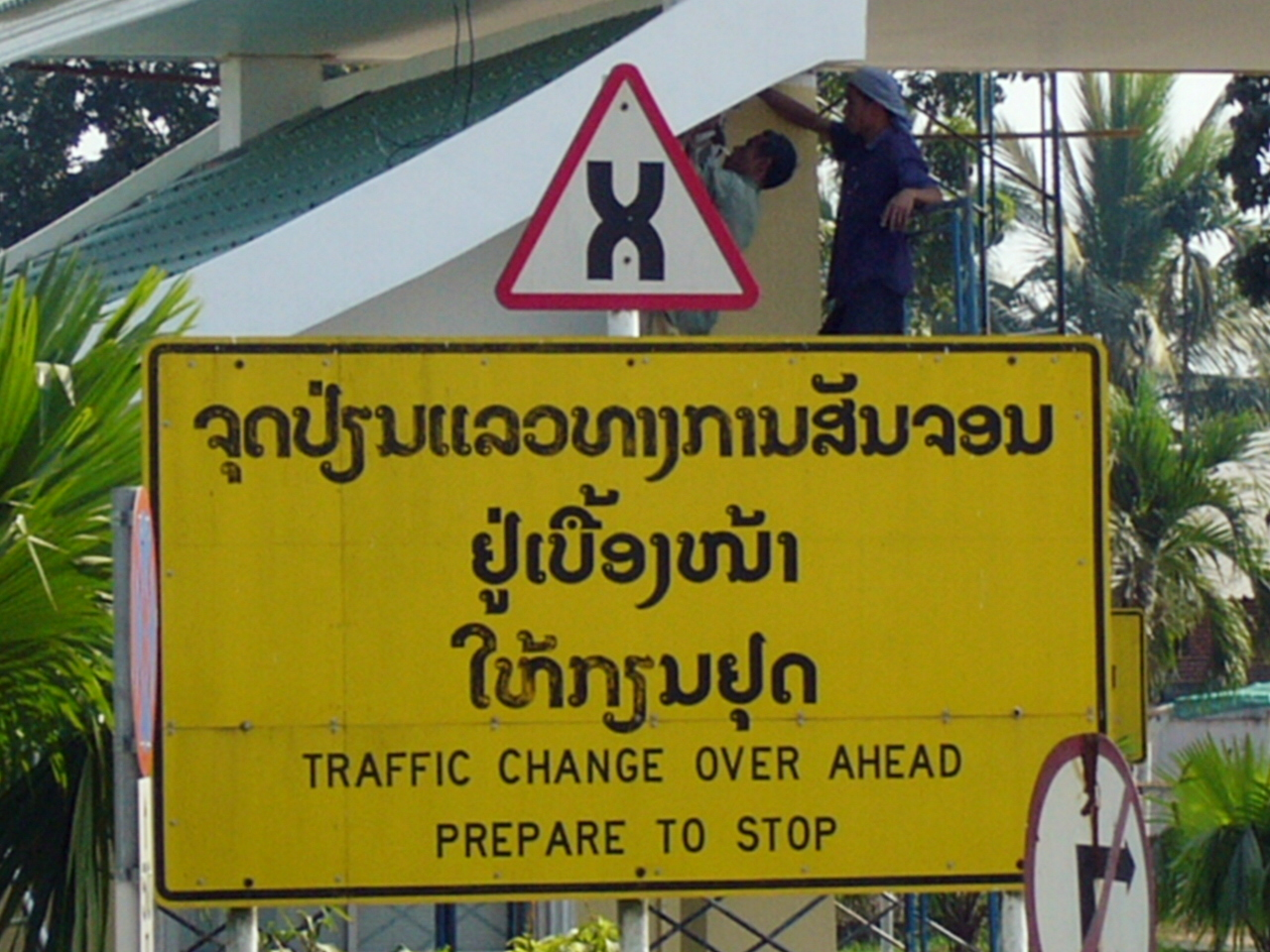
Avertissement du changement de côté de circulation à l'entrée du pont (texte en lao et anglais).
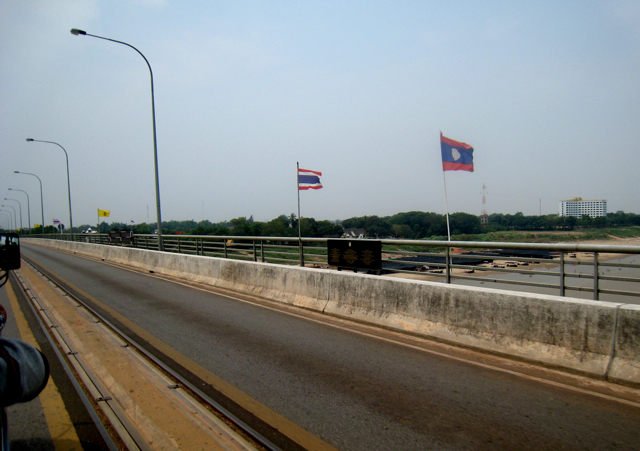
Frontière, route et voie ferrée.
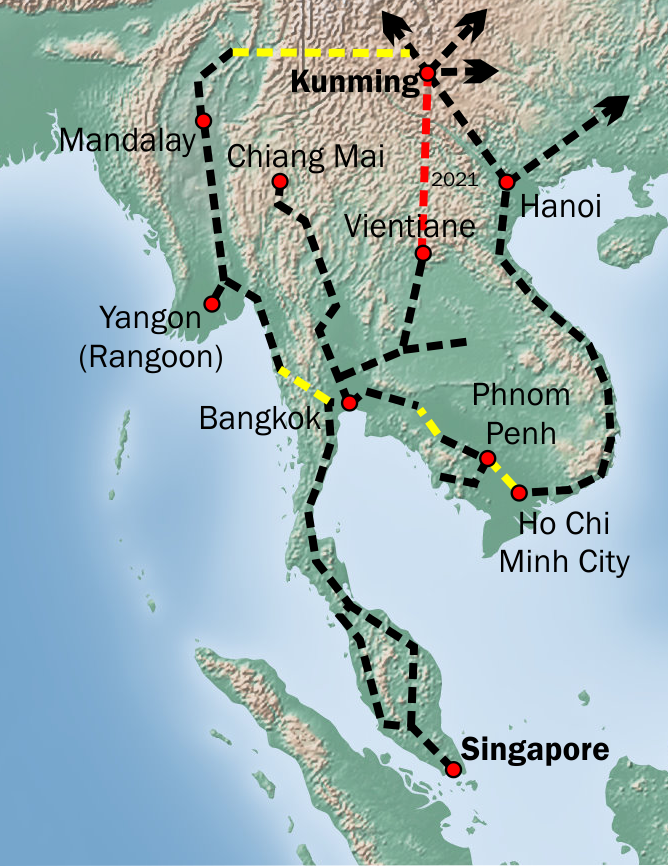
Projet de prolongation de la voie jusqu'à Kunming.

## Autres ponts de l'amitié
Depuis 2006, le Mékong est franchi par un deuxième pont de l'amitié lao-thaïlandaise entre Mukdahan et Savannakhet, et depuis 2011 par un troisième pont de l'amitié lao-thaïlandaise entre Nakhon Phanom et Thakhek. Un quatrième pont a été inauguré le 11 décembre 2013 au niveau de Houei Sai.